# Дреновець-при-Буковю
Дреновець-при-Буковю (словен. Drenovec pri Bukovju) — поселення в общині Брежиці, Споднєпосавський регіон, Словенія. Висота над рівнем моря: 178,8 м.